# Thionville

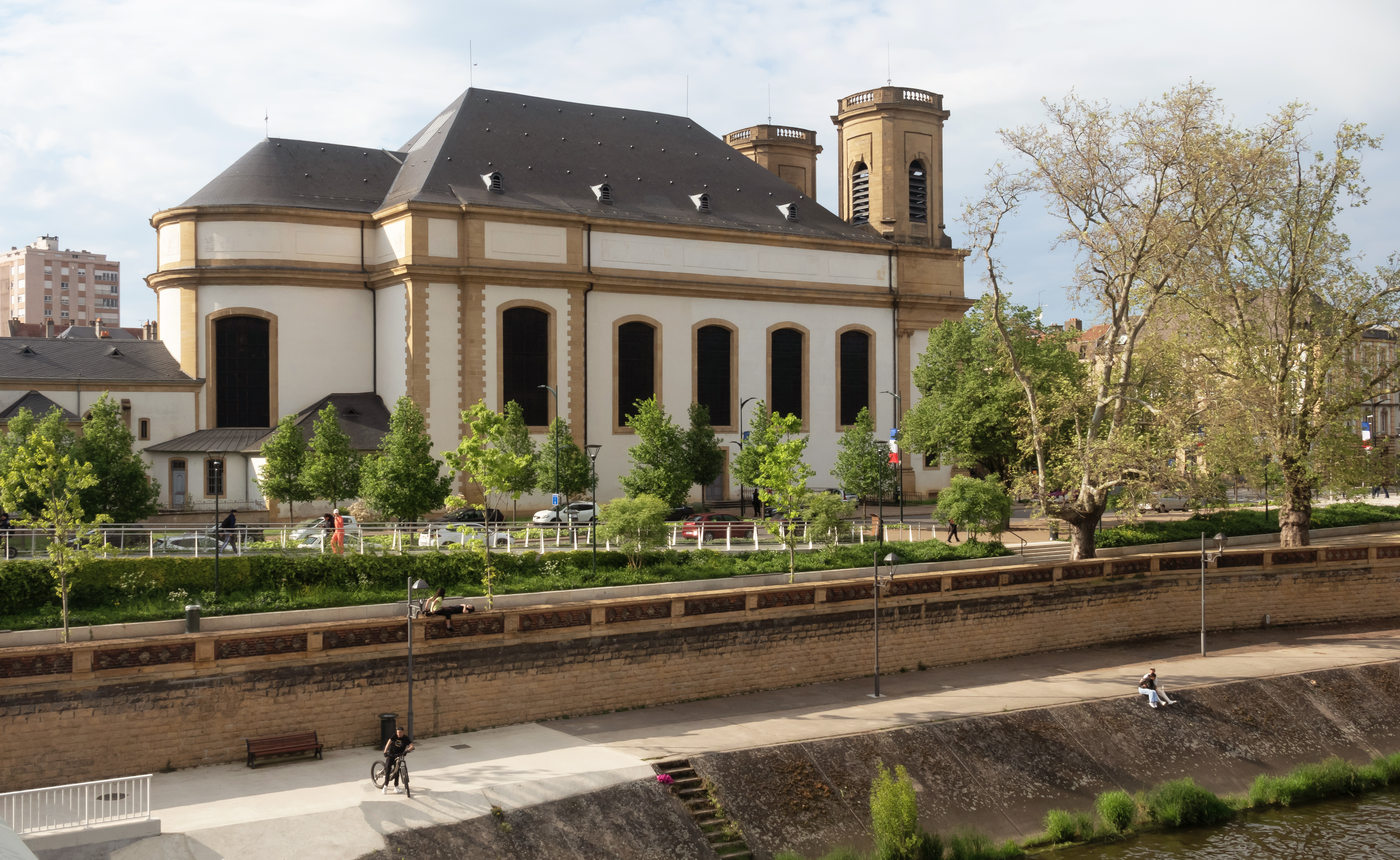
Thionville, la iglesia (l'église paroissiale Saint-Maximin) desde el puente sobre la Moselle

Thionville (en alemán Diedenhofen, en luxemburgués Diddenuewen) es una ciudad francesa situada en el noreste del país, en el departamento de Mosela, en la región Alsacia-Champaña-Ardenas-Lorena. Se localiza cerca del río Mosela y de la frontera con Luxemburgo. Con 135.627 habitantes en su área urbana, es la 64.ª ciudad de Francia.

## Historia

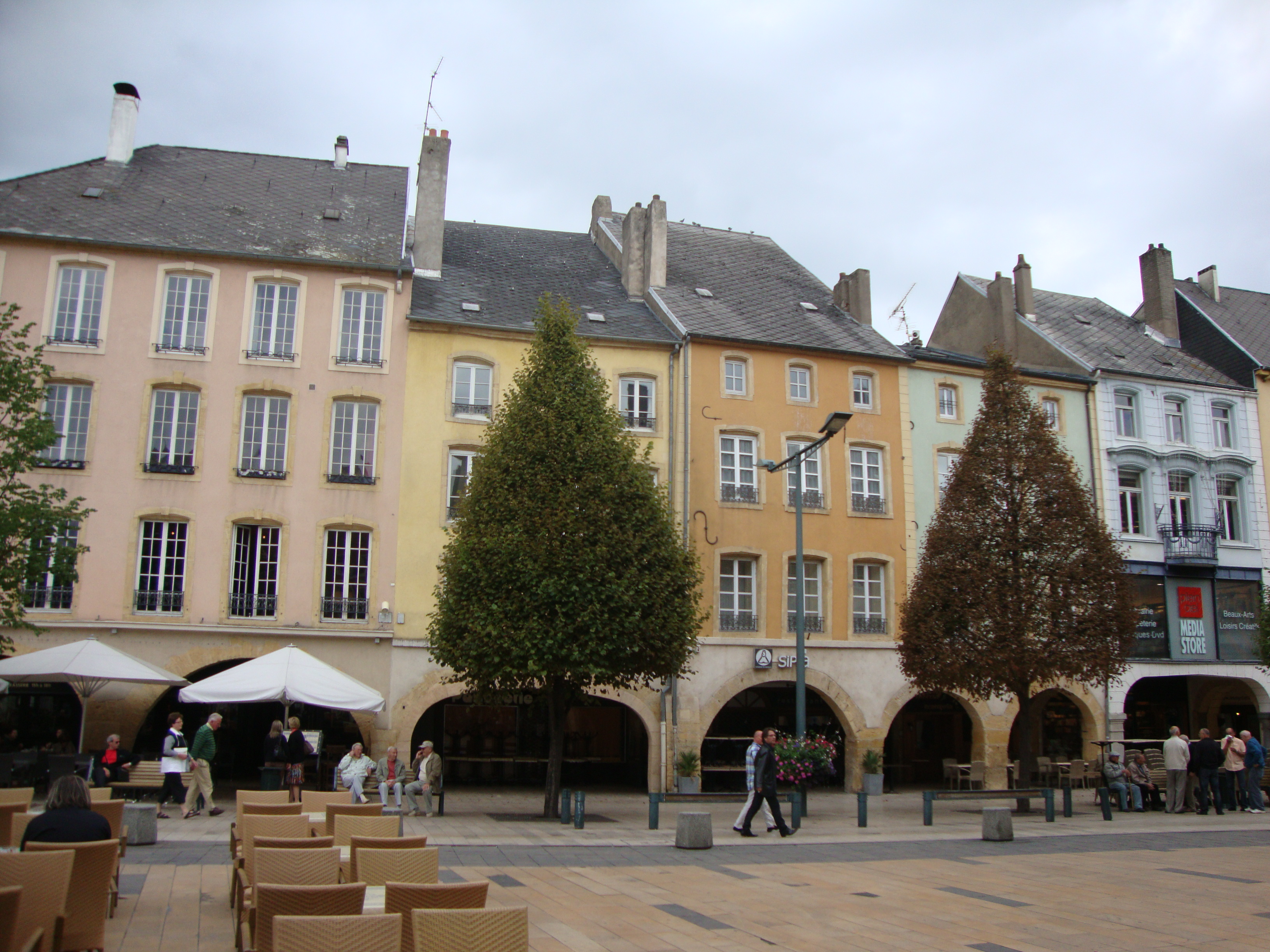
La plaza del mercado de Thionville.

La región en la que hoy se ubica Thionville estuvo habitada en la antigüedad por la tribu germana de los alamanes. El Sínodo de Thionville se celebró el 2 de febrero de 835. En él se restituyó al Emperador Luis el Piadoso, se revocó su condena por varios crímenes — ninguno de los cuales cometió — y se depuso al Arzobispo de Reims, Ebbo. Se componía de 43 obispos. El 28 de febrero de 835, en Maguncia, Ebbo admitió que Luis no había cometido los crímenes por los que se le había condenado y por los que se le había depuesto como Emperador del Sacro Imperio Romano Germánico.
Eskil, arzobispo de Lund fue encarcelado en Thionville (¿a instancias del arzobispo de Bremen?) a su regreso de su peregrinaje a Roma, en 1153.
El Sitio de Thionville acaecido en junio de 1639 y que terminó con victoria española, formó parte de la Guerra de los Treinta Años.
Perteneciendo a los Países Bajos Españoles hasta su conquista por Francia el 8 de agosto de 1643.
Durante las guerras de la Sexta y Séptima coalición, sufrió duros asedios en 1814 y 1815 que terminaron con la capitulación de la plaza, defendida por Joseph Léopold Sigisbert Hugo, sólo después de la rendición de Napoleón.
De 1870 hasta 1918, Thionville formó parte del Imperio alemán, bajo el nombre de Diedenhofen.

## Demografía
La población de Thionville creció durante la Revolución Industrial, pero la recesión económica de los 70 afectó notablemente a la ciudad y sus alrededores, causando una disminución demográfica. La población volvió a crecer en la década de los 90 y en el suburbio de Hettange-Grande, al este, si bien población de la parte occidental de la nueva aglomeración está disminuyendo alrededor de Hayange. La aglomeración aún pierde población, pero la disminución se ha aminorado. Debido a la proximidad de Thionville a Luxemburgo (15 kilómetros de la frontera), la población de la ciudad y su calidad de vida han aumentado desde finales de los 90.
| 5 010 | 5 011 | 4 907 | 5 739 | 5 712 | 5 680 | ABS. | ABS. | ABS. | 7 818 | 7 376 | 7 207 | 7 168 | 7 155 | 8 111 | 8 923 | 9 167 | 10 062 | 11 948 | 11 656 | 13 464 | 13 040 | 17 395 | 18 934 | 17 596 | 23 054 | 31 811 | 37 079 | 43 020 | 40 573 | 39 712 | 40 907 | 42 100 | 40 910 |
| Para los censos de 1962 a 1999 la población legal corresponde a la población sin duplicidades (Fuente: INSEE [Consultar]) |       |       |       |       |       |      |      |      |       |       |       |       |       |       |       |       |        |        |        |        |        |        |        |        |        |        |        |        |        |        |        |        |        |

| 1936   | 1954    | 1962    | 1968    | 1975    | 1982    | 1990    | 1999    |
| ------ | ------- | ------- | ------- | ------- | ------- | ------- | ------- |
| 83.503 | 106.034 | 136.811 | 149.975 | 152.653 | 137.273 | 132.413 | 130.480 |

## Industria
- Hierro y planta de acero
- Planta química
- Fábrica de cemento

## Monumentos y lugares célebres
- el Musée de la Tour aux Puces
- el altar de la Patria
- la iglesia de San Maximino
- el campanario
- el castillo de Volkrange
- el ayuntamiento de Thionville
- los puentes-esclusas
- el fuerte de Guentrange, antiguo conjunto fortificado alemán
- El albergue de la juventud "Salvador Allende"

## Administración
El alcalde de Thionville es Bertrand Mertz, del Partido Socialista, que arrebató la alcaldía a Jean-Marie Demange, de la UMP, que ostentaba el cargo desde 1995. 
La ciudad ha crecido mucho fusionándose con municipios vecinos:
- Veymerange, en 1967
- Volkrange-Beuvange-Metzange, en 1969
- Garche (que no es contiguo con el resto del municipio), Kœking y Oeutrange[9] en 1970.

Thionville se divide en dos cantones, que pertenecen al arrondissement de Thionville-Est. La ciudad también es capital del arrondissement de Thionville-Ouest, aunque no forma parte de él.
- El cantón de Thionville-Est cuenta 19.063 habitantes;
- El cantón de Thionville-Ouest cuenta con 21.844 habitantes. Curiosamente, se incluye en el arrondissement de Thionville-Est.

## Personalidades célebres
- Johann von Aldringen, general imperial de la guerra de los Treinta Años.
- Joseph Bodin de Boismortier, flautista, clavicembalista y compositor.
- Gerhard Borrmann, físico alemán.
- Ernest Bour, director de orquesta.
- Elisabeth Grümmer, cantante.
- Nasreddine Kraouche, futbolista.
- Frédéric Weis, exjugador de baloncesto.
- Johannes Althusius, Filósofo y Teólogo Calvinista, Padre intelectual del moderno Federalismo.